# Église Saint-Nicolas de Coutances
L'église Saint-Nicolas est un édifice, consacré dès sa construction au culte catholique, qui se dresse sur la commune française de Coutances, dans le département la Manche, en région Normandie.
L'église est classée aux monuments historiques.

## Localisation
L'église est située sur la commune de Coutances, dans le département français de la Manche.

## Historique
L'église a été fondée par le chapitre du temps de l'évêque Hugues de Morville, c'est-à-dire avant 1238, pour servir de paroisse aux fidèles qui se réunissaient dans l'ancienne chapelle Saint-Nicolas de la cathédrale de Coutances qui a été démolie pour améliorer l'implantation de son abside gothique. Les paroissiens refusèrent de recevoir les sacrements dans la nouvelle église. Le conflit s'est terminé par un arbitrage, en 1241.
L'édifice tombait en ruines à la fin du XIVe siècle malgré les indulgences accordées par le pape Urbain V, en 1363 ; les voûtes s'étaient effondrées.
Le livre de compte du curé de la paroisse, Thomas du Marest, relate les donations et les travaux faits de 1411 à 1430 pour réparer l'église et son presbytère, gravement endommagés au cours d'un siège, en 1354 ou 1356, lors de la guerre de Cent Ans. « L'an de l'incarnation de nostre seignour Jhesus Christ mil CCCC XI le 21e jour de février, furent commenciés non parfais les dons caritatis et omosnes cy après contenus, pour refaire et mettre en estat les réparations de l'église saint-Nicolas de Coustances, laquelle église étoit du tout destruite; sans bois, couverture ne habitacion de chrestiens, mais sembloit un lieu désert. Lesquelx dons, fais par les bonnes dévocions des catholiques, cy emprès déclériés, voyant que nulx estoit tenu à réparer la dicte église, comme il peut aparestre par emprès ».
Les travaux de restauration ont duré dix-huit ans. La charpente est refaite en 1412 par Robert Tostain, la toiture, en 1413. Plusieurs piliers sont reconstruits en 1414 par les maçons Jean et Perrin Mauger, en 1414. Le maçon, Guillaume Behuchet, et le charpentier, Richard Colibert, ont obtenu l'adjudication des travaux de réparation du clocher-porche, le 21 mai 1416. En 1421, il est nécessaire de refaire la couverture du chœur endommagée au cours du siège de 1418. Pour Eugène Lefèvre-Pontalis, les parties hautes des cinq travées de la nef, le transept et le chœur avec son déambulatoire doivent dater du XIVe siècle. Des reprises en sous-œuvre ont été faites à la fin du XVIe siècle. Le maître maçon a conservé une pile du XIVe siècle près de la façade et a remonté les piles rondes de la nef sur d'anciennes bases des piles. Les travaux n'ont été terminés qu'en 1614. Les fenêtres hautes en tiers-point et les formerets primitifs sont intacts, mais les voûtes d'ogives et la balustrade ont été refaites à l'époque moderne. La lanterne octogone et la coupole en bois surmontant la croisée du transept n'ont pas été construites avant le XVIIe siècle. Les voûtes d'ogives des croisillons ont été construites en 1665. Les voûtes du déambulatoire ont été refaites entre 1620 et 1622 par le maître maçon Jacques Le Baron. Les voûtes d'ogives du chœur sont plus récentes.
L'église très endommagée en 1944, sera restaurée.
Il est à noter que, bien que non utilisée pour des cérémonies cultuelles et régulièrement utilisée par la commune pour des expositions, marchés d'artisanat, l'église n'avait toujours pas été désaffectée selon les critères et les règles requis par la loi française et par le droit canonique. La désaffectation fut autorisée en janvier 2019,.

## Protection
L'église est classée au titre des monuments historiques par arrêté du 11 juin 1946.